# Pena de morte na Austrália
A pena de morte foi abolida na Austrália em todas as jurisdições. Queensland aboliu a pena de morte em 1922. A Tasmânia fez o mesmo em 1968, o governo federal aboliu a pena de morte em 1973, com aplicação também no Território da Capital Australiana e no Território do Norte. Victoria o fez em 1975, a Austrália do Sul em 1976 e a Austrália Ocidental em 1984. New South Wales aboliu a pena de morte por assassinato em 1955 e por todos os crimes em 1985. Em 2010, o governo federal aprovou legislação proibindo o restabelecimento da pena de morte por qualquer estado ou território. A Commonwealth não extraditará ou deportará um prisioneiro para outra jurisdição se eles puderem enfrentar a pena de morte.
A última execução na Austrália ocorreu em 1967, quando Ronald Ryan foi enforcado em Victoria. Entre a execução de Ryan em 1967 e 1984, várias outras pessoas foram condenadas à morte, mas tiveram suas sentenças comutadas para prisão perpétua. A última sentença de morte foi proferida em agosto de 1984, quando Brenda Hodge foi condenada à morte na Austrália Ocidental (e posteriormente teve sua sentença comutada para prisão perpétua). 

## Opinião pública
Na Austrália, a pena capital foi proibida em cada estado até o século XX. Apesar da proibição, as pesquisas indicaram apoio variável à reintrodução da prática. Uma pesquisa do Boletim de 2005 mostrou que a maioria dos australianos apoiava a pena de morte. A Pesquisa Eleitoral de 2007 da Universidade Nacional Australiana constatou que 44% das pessoas achavam que a pena de morte deveria ser reintroduzida, enquanto apenas 38% discordavam. No recente caso dos bombardeiros de Bali, o então primeiro-ministro John Howard afirmou que os australianos esperavam sua execução pela Indonésia.
Ocasionalmente, a questão da pena de morte é publicada na mídia ou está sujeita à mídia e apoio e escrutínio público. Na maioria das vezes em que a pena de morte é mencionada na mídia, trata-se de casos atuais de intensa cobertura da mídia sobre assassinatos, estupros e em circunstâncias extremas, como o terrorismo. Em várias ocasiões, a mídia e o público expressam apoio à pena de morte para os crimes mais hediondos, incluindo assassinatos em massa, como nos casos dos assassinatos de Milat Backpacker e do massacre de Bryant Port Arthur, nos quais um total de 42 pessoas foram mortas agitando com força emoções quanto à reintrodução ou não da pena de morte. No entanto, nenhuma pessoa de influência significativa defende a pena de morte há algum tempo desde a última execução em 1967. A pena de morte foi completamente abolida na Austrália com o Projeto de Emenda à Legislação sobre Crimes (Proibição da Tortura e Abolição da Pena de Morte) de 2009, aprovado no Senado Australiano sem emendas em março de 2010.
Em 2009, uma pesquisa de opinião pública foi conduzida pela Roy Morgan Research, onde os respondentes receberam a pergunta: "Na sua opinião, a pena pelo assassinato deve ser morte ou prisão?" Os pesquisadores realizaram a pesquisa para pessoas a partir dos 14 anos de idade, com cerca de 687 pessoas completando a pesquisa para publicação.
Em 2014, outra pesquisa de opinião pública foi conduzida pela Roy Morgan Research, onde os respondentes receberam a pergunta: "Se uma pessoa é condenada por um ato terrorista na Austrália que mata alguém, a pena deve ser a morte?" Os pesquisadores realizaram a pesquisa com uma seção transversal de 1.307 australianos. A pesquisa mostrou que uma pequena maioria de australianos (52,5%) era a favor da pena de morte por atos terroristas mortais na Austrália, enquanto 47,5% não.